# Weense wals
De Weense wals is een parendans in een tamelijk snelle driekwartsmaat (standaard 56 tot meestal 60 maten per minuut), in tegenstelling tot de langzamere Engelse wals (28 tot 31 maten per minuut). Lang niet alle muziek in driekwartsmaat en met dit tempo is geschikt als Weense wals. Kenmerkend voor de muziek van de Weense wals is het iets uitstellen van de tweede en derde tel (het napikken van met name de altviolen). De eerste tel is in een Weense wals met grote nadruk aanwezig.
De Weense wals kent het kleinste aantal figuren van alle standaarddansen: een rechtse draai (natural), een linkse draai (reverse), een spindraai ter plaatse (fleckerl) en sinds kort worden er ook wel pivots tussengevoegd. Zoals in Engelse wals, slowfox en quickstep is techniek (zoals sway) in de uitvoering zeer belangrijk. Wil men de officiële Weense wals dansen op een Weens bal, dan hoort hij links te worden uitgevoerd.
Nota bene: figuren op de wedstrijdvloer: Natural Turn, Reverse Turn, Forward Change Right to Left en Left to Right, Backward Change R to L en L to R, Natural Fleckerl, Reverse Fleckerl, Contra Check, Off Beat Spin, Balancé to Right, Balancé to Left, Balancé Forward, Balancé Backward. Alex More (auteur diverse danstechniekboeken) geeft overigens nog beschrijvingen van enige andere figuren, maar omdat hierbij de dame loskomt van de heer (onder meer met soloturn) mogen deze niet op de wedstrijdvloer gedanst worden, met uitzondering van de opening (alleen op de 4 maten van de intro). In plaats van de Contra Check die meestal tussen de Reverse en Natural Fleckerl gedanst wordt, of als start van alleen de Natural Fleckerl, wordt tegenwoordig ook wel een Oversway-Throwaway gedanst. Alex Moore beschreef deze figuren overigens in zijn 1e techniekboek, dat uitkwam rond 1930.
De Weense wals als dans is in de 18e eeuw ontstaan uit de Oostenrijkse volksdans de Ländler. Aan de Europese hoven is de dans lange tijd verboden gebleven om het intieme lichamelijke contact tussen de danspartners. De Weense wals is oorspronkelijk van Duitse afkomst en werd in het begin "Duitse" genoemd.
De bekende walscomponist Strauss heeft meer dan 300 muziekwerken (waaronder vele walsen) geschreven en overtrof daarmee veruit zijn vader (Johann sr.).
Aan het eind van de 18e eeuw werd de naam wals aan deze dans gegeven, de eerste echte (Weense) walsmelodie dateert dan ook uit 1679, "Ach du lieber Augustin" (in Nederland ook bekend als het sinterklaasliedje Luister: daar wordt aan de deur geklopt).
De Weense Wals wordt onmiskenbaar gedomineerd door de muzikale familie Strauss.
Bekende wals-componisten
- Johann Strauss sr.
- Johann Strauss jr. → An der schönen blauen Donau
- Josef Strauss → Dorfschwalben aus Österreich
- Eduard Strauss
- Johann Strauss III
- Oscar Straus
- Joseph Lanner
- Franz von Suppé → Dichter und Bauer
- Franz Lehár → Gold und Silber
- Richard Heuberger → Im Chambre Séparée
- Robert Stolz → Mein Liebeslied muss ein Walzer sein
- Emmerich Kálmán → Gräfin Mariza
- Julius Fučík
- Karl Komzák sr. (I), Karel Komzák jr. (II) en Karel Komzák III
- Leopold Godowsky → Alt-Wien
- Fritz Kreisler → Caprice Viennois
- Joseph Gungl
- Carl Michael Ziehrer → Wiener Bürger
- Émile Waldteufel → Les Patineurs (Schaatsenrijderswals)
- Olivier Métra
- Frédéric Chopin
- Johannes Brahms